# Dmytriwka (rejon gorłowski)
Dmytriwka (ukr. Дмитрівка) – wieś na Ukrainie, w obwodzie donieckim, w faktycznie niefunkcjonującym rejonie gorłowskim, od 2014 pod kontrolą marionetkowej, zależnej od Rosji Donieckiej Republiki Ludowej. W 2001 liczyła 3370 mieszkańców.